# Majid Rahnema
Majid Rahnema (Teheran, 1924 – 14 aprile 2015) è stato un diplomatico iraniano ed ex ministro dell'Iran. Ha rappresentato l'Iran alle Nazioni Unite dal 1957 al 1971. Ha lavorato sui problemi della povertà e sui processi di produzione della povertà dall'economia di mercato.

## Biografia
Cresciuto in seno ad una famiglia di fede sufista.
Ambasciatore a lungo, ha rappresentato l'Iran alle Nazioni Unite per dodici sessioni successive dal 1957 al 1971. Fu commissario delle Nazioni Unite in Ruanda e Burundi nel 1959, per le elezioni e il referendum che portarono questi paesi all'indipendenza. Ha inoltre prestato servizio nel Consiglio universitario delle Nazioni Unite dal 1974 al 1978, ed è stato anche rappresentante residente delle Nazioni Unite in Mali. 
Tra il 1967 e il 1971 è stato Ministro della Scienza e dell'Istruzione superiore in Iran sotto lo Scià. Nel 1971, ha creato un Istituto per gli studi sullo sviluppo endogeno, ispirato alle idee educative di Paulo Freire, per iniziare un progetto di sviluppo con gli agricoltori del Lorestan. 
Dopo la sua pensione nel 1985 ha insegnato all'Università della California a Berkeley per sei anni, poi, dal 1993, ai Claremont Pitzer College. Si stabilì quindi in Francia, dove insegnò all'Università americana di Parigi.

## Opere in italiano
- Quando la povertà diventa miseria,(2003) , traduzione di Camilla Testi, 2005, Einaudi, Torino, ISBN 88 06 17231 X
- Si fa presto a dire povero. Come viene creata, promossa e strumentalizzata la «Povertà» nel mondo, Macro Edizioni, 2009
- Moni Ovadia e Majid Rahnema, Per una convivialità delle differenze. In ascolto di altre culture, Cooperativa L'Altrapagina, 2009
- Majid Rahnema e Jean Robert, La potenza dei poveri, Jaca Book, 2010
  - Laissez les pauvres tranquilles, Les liens qui libèrent, 2012